# カシム・オウマ
カシム・オウマ（Kassim Ouma、男性、1978年12月12日 - ）は、ウガンダのプロボクサー。カンパラ出身。元IBF世界スーパーウェルター級王者。

## 来歴
1998年7月10日、アトランタオリンピックのウガンダ代表で出場した実績を掲げてプロデビューを果たし初回1分20秒KO勝ち。白星でデビューを飾った。
1999年1月15日、ビクター・ラモスとフロリダ州スーパーウェルター級王座決定戦を行い5回2分50秒TKO勝ちで王座獲得に成功した。
1999年11月20日、アグスティン・シルバと対戦し初回TKO負けでキャリア初黒星となった。
2001年4月26日、WBCアメリカ大陸スーパーウェルター級王者ジェームス・クーパーと対戦し2回1分46秒負傷引き分けで王座獲得に失敗した。
2002年5月10日、ジェイソン・パピリオンとUSBA全米スーパーウェルター級王座決定戦を行い8回終了時にパピリオンが肩を骨折したため棄権したため王座獲得に成功した。
2002年10月4日、ダーレル・ウッズと対戦し11回25秒TKO勝ちで初防衛に成功したが試合後のドラッグテストでマリファナの陽性反応が出たため無効試合に変更され、全米王座を剥奪された。
2003年5月30日、アンヘル・エルナンデスとUSBA全米スーパーウェルター級王座決定戦を行い12回2-1(2者が115-113、113-115)の判定勝ちでIBF世界スーパーウェルター級王者バーノ・フィリップスへの指名挑戦権獲得に成功した。
2004年1月3日、ファン・カルロス・サンセドと対戦し10回15秒TKO勝ちで指名挑戦権を守り抜いた。
2004年10月2日、IBF世界スーパーウェルター級王者バーノ・フィリップスと対戦し12回3-0(2者が114-113、117-110)の判定勝ちで王座獲得に成功した。
2005年1月29日、ボードウォーク・ホールでコフィー・ジャンツァーと対戦し12回3-0(118-110、116-112、117-111)の判定勝ちで初防衛に成功した。
2005年7月14日、ローマン・カルマジンと対戦し12回0-3(108-118、110-116、109-117)の判定負けで2度目の防衛に失敗し王座から陥落した。
2006年1月27日、フランシスコ・アントニオ・モーラとNABO北米スーパーウェルター級王座決定戦を行い8回2分34秒TKO勝ちで王座獲得に成功した。
2006年5月6日、後のWBC世界ミドル級暫定王者マルコ・アントニオ・ルビオと対戦し12回2-1(116-111、117-110、113-114)の判定勝ちで初防衛に成功した。
2006年12月9日、WBC・WBO世界ミドル級王者ジャーメイン・テイラーと対戦し12回0-3(110-118、111-117、113-115)の判定負けで2階級制覇に失敗した。
2008年3月28日、後のIBF世界スーパーウェルター級王者コーネリアス・バンドレイジと対戦し10回0-3(2者が93-96、94-95)の判定負け。
2009年4月24日、後の世界挑戦者ガブリエル・ロサドと対戦し10回1-2(93-97、94-96、96-94)の判定負け。
2010年1月16日、NABF・NABO北米スーパーウェルター級王者バネス・マーティロスヤンと対戦し10回0-3(92-97、2者が93-97)の判定負けで王座獲得に失敗した。
2010年9月25日、ジョエル・ギルベルトとNABA北米ミドル級王座決定戦を行った。5回にダウンを奪われたが6回に2度ダウンを奪い返してレフェリーがストップ。6回59秒逆転TKO勝ちで王座獲得に成功した。
2011年6月17日、パナマシティのアレナ・ロベルト・デュランでWBA世界ミドル級王者ゲンナジー・ゴロフキンと対戦。ゴロフキンの強打をボディワークで粘ったが10回1分57秒TKO負けで2階級制覇に失敗したのを最後に引退を表明した。
2013年12月11日、ラフマン・ムスタファ・ヤスボブと対戦し6回3-0(3者とも59-55)の判定勝ちで白星でキャリアを終えた。

## 獲得タイトル
- フロリダ州スーパーウェルター級王座
- USBA全米スーパーウェルター級王座
- 第17代IBF世界スーパーウェルター級(防衛1度)
- NABO北米スーパーウェルター級王座
- NABA北米ミドル級王座